# Other Sides
Es un EP lanzado por Kylie Minogue junto al álbum Impossible Princess en Australia. Otra versión fue lanzada al poco tiempo con más canciones; llamado Live and Other Sides.

## Listado de temas "Other Sides"
1. "Tears"
2. "Love Takes Over Me" (single version)
3. "Take Me with You" (album version)

## Listado de temas "Live and Other Sides"
1. "Tears"
2. "Love Takes Over Me" (single version)
3. "Take Me with You" (album version)
4. "If You Don't Love Me" (acoustic version)
5. "Put Yourself in My Place" (acoustic version)
6. "Automatic Love" (acoustic version)